# Alectryon repando-dentatus
Alectryon repando-dentatus är en kinesträdsväxtart som beskrevs av Ludwig Radlkofer. Alectryon repando-dentatus ingår i släktet Alectryon och familjen kinesträdsväxter. Inga underarter finns listade i Catalogue of Life.